# 봉화진료소
봉화진료소(烽火診療所)는 조선민주주의인민공화국 평양시 보통강구역 신원동에 위치한 병원으로 조선민주주의인민공화국의 고위 간부들 전용병원으로 여겨진다.
병원에는 내과, 외과, 특수과, 산부인과, 소아과 등이 설치되어 있으며, 특별 1과는 김정은 가족들, 특별 2과는 내각 총리 및 당 중앙위원회 위원과 그 직계가족, 특별 3과는 당 중앙위 비서와 내각 부총리 및 그 직계가족, 일반과는 당 부장 등이 이용하도록 구분되어있다.